# كونستانتين أوغنيانوفتش
كونستانتين أوغنيانوفتش هو لاعب كرة قدم صربي في مركز الهجوم، ولد في 5 مايو 1973 في بلغراد في صربيا. لعب مع النجم الأحمر بلغراد وبودوتشنوست بودغوريتسا وغرويتر فورت ونادي أو إف كيه بيوغراد ونادي فويفودينا ويونيون برلين.

## وصلات خارجية
- كونستانتين أوغنيانوفتش على موقع قاعدة بيانات كرة القدم.إي يو (الإنجليزية)
- كونستانتين أوغنيانوفتش على موقع بيانات كرة القدم. دي إي (الألمانية)